# اینترفاز

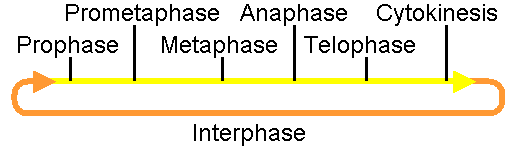

اینترفاز از مرحله‌های چرخه سلولی است.
اینترفاز مرحله‌ایست که سلول‌های سوماتیک (پیکری)، بیشترین زمان زندگی خود را در آن به سر می‌برند، و بخشی از چرخه سلولی است که میان زمان تقسیم سلول قرار دارد.
اینترفاز خود از مرحله‌های گام نخستین رشد(G1)، ساخت(S) و گام دوم رشد(G2) تشکیل یافته‌است.
برخی از سلول‌ها ممکن است که به‌طور موقت یا دائمی تقسیم نشوند؛ دراین صورت آنها قبل از ورود به مرحلهٔ ساخت(S) وارد مرحله ای بنام (G0) می‌شوند.
همچنین اینترفاز پیش از کراسینگ اور و سیناپس در زمان پروفاز I انجام می شود.
فرهنگستان زبان فارسی واژه میان‌چهر را به‌عنوان معادل فارسی «Interphase» برگزیده است.